# 1995 год в спорте
Список 1995 год в спорте перечисляет спортивные события, произошедшие в 1995 году.

## Россия
- Командный чемпионат России по спидвею 1995;
- МХЛ в сезоне 1994/1995;
- Первая лига ПФЛ 1995;
- Первенство России по хоккею с мячом среди команд первой лиги 1994/1995;
- Чемпионат России по конькобежному спорту в классическом многоборье 1995;
- Чемпионат России по фигурному катанию на коньках 1996;
- Чемпионат России по хоккею с мячом 1994/1995;
- Чемпионат России по хоккею с шайбой среди женщин 1995/1996;

### Баскетбол
- Чемпионат России по баскетболу 1994/1995;
- Чемпионат России по баскетболу 1995/1996;
- Созданы клубы:
  - «Вологда-Чеваката»;
  - «ИжГСХА-Ижевск»;
  - «Урал-Грейт»;

### Волейбол
- Чемпионат России по волейболу среди женщин 1994/1995;
- Чемпионат России по волейболу среди женщин 1995/1996;
- Чемпионат России по волейболу среди женщин 1994/1995;
- Чемпионат России по волейболу среди мужчин 1995/1996;

### Футбол
- Первая лига ПФЛ 1995;
- Вторая лига ПФЛ 1995;
- ФК «Амкар» в сезоне 1995;
- ФК «Анжи» в сезоне 1995;
- ФК «Спартак» Москва в сезоне 1995;
- ФК «Ротор» в сезоне 1995;
- Чемпионат России по футболу 1995;
- Созданы клубы:
  - «Биолог-Новокубанск»;
  - «Волгодонск»;
  - «Губкин»;
  - «Искра»;
  - «Олимп-Скопа»;
  - «Рода»;
  - «Рязань»;
  - «Строитель»;
- Созданы мини-футбольные клубы:
  - «Заря»;
  - «Политех»;
- Расформированы клубы:
  - «Автомобилист» (Южно-Сахалинск);
  - «Колос»;
  - «Колос-д»;
- Расформирован женский клуб «Русь»;

### Хоккей с мячом
- Первенство России по хоккею с мячом среди команд первой лиги 1994/1995;
- Первенство России по хоккею с мячом среди команд первой лиги 1995/1996;
- Чемпионат России по хоккею с мячом 1994/1995;
- Чемпионат России по хоккею с мячом 1995/1996;

## Международные события
- NHK Trophy 1995;
- Зимняя Универсиада 1995;
- К-1 (Мировой Гран-при 1995);
- Матч за звание чемпиона мира по шахматам по версии ПША 1995;
- Панамериканские игры 1995;

### Чемпионаты Европы
- Чемпионат Европы по бейсболу 1995;
- Чемпионат Европы по биатлону 1995;
- Чемпионат Европы по международным шашкам среди мужчин 1995;
- Чемпионат Европы по натурбану 1995;
- Чемпионат Европы по фигурному катанию 1995;

### Чемпионаты мира
- Чемпионат мира по академической гребле 1995;
- Чемпионат мира по биатлону 1995;
- Чемпионат мира по борьбе 1995;
- Чемпионат мира по гандболу среди мужчин 1995;
- Чемпионат мира по конькобежному спорту в классическом многоборье 1995;
- Чемпионат мира по конькобежному спорту в классическом многоборье среди женщин 1995;
- Чемпионат мира по лёгкой атлетике в помещении 1995;
- Чемпионат мира по лыжным видам спорта 1995;
- Чемпионат мира по международным шашкам среди женщин 1995;
- Чемпионат мира по пляжному футболу 1995;
- Чемпионат мира по регби 1995;
- Чемпионат мира по спортивной гимнастике 1995;
- Чемпионат мира по тяжёлой атлетике 1995;
- Чемпионат мира по фехтованию 1995;
- Чемпионат мира по фигурному катанию 1995;
- Чемпионат мира по фристайлу 1995;
- Чемпионат мира по хоккею с мячом 1995;
- Чемпионат мира по художественной гимнастике 1995;

### Баскетбол
- Драфт расширения НБА 1995 года;
- Европейская лига ФИБА 1994/1995;
- Европейская лига ФИБА 1995/1996;
- Отравление баскетболистов ЦСКА в Греции (1995);
- Чемпионат Европы по баскетболу 1995;
- Чемпионат мира по баскетболу среди ветеранов 1995;
- Созданы клубы:
  - «Баи Рокетс»;
  - «Бэйцзин Дакс»;
  - «Ляонин Хантерс»;
  - «Мемфис Гриззлис»;
  - «Проком»;
  - «Торонто Рэпторс»;
  - «Чжэцзян Голден Буллз»;
  - «Шаньдун Лайонс»;

### Волейбол
- Волейбол на летних Олимпийских играх 1996 (квалификация);
- Волейбол на Панамериканских играх 1995;
- Кубок европейских чемпионов по волейболу среди женщин 1994/1995;
- Кубок европейских чемпионов по волейболу среди женщин 1995/1996;
- Кубок мира по волейболу среди женщин 1995;
- Кубок мира по волейболу среди мужчин 1995;
- Мировая лига 1995 (волейбол);
- Мировой Гран-при по волейболу 1995;
- Чемпионат Азии по волейболу среди женщин 1995;
- Чемпионат Азии по волейболу среди мужчин 1995;
- Чемпионат Африки по волейболу среди женщин 1995;
- Чемпионат Африки по волейболу среди мужчин 1995;
- Чемпионат Европы по волейболу среди женщин 1995;
- Чемпионат Европы по волейболу среди женщин 1995 (квалификация);
- Чемпионат Европы по волейболу среди мужчин 1995;
- Чемпионат Европы по волейболу среди мужчин 1995 (квалификация);
- Чемпионат Северной, Центральной Америки и Карибского бассейна по волейболу среди женщин 1995;
- Чемпионат Северной, Центральной Америки и Карибского бассейна по волейболу среди мужчин 1995;
- Чемпионат Украины по волейболу среди женщин 1994/1995;
- Чемпионат Украины по волейболу среди женщин 1995/1996;
- Чемпионат Украины по волейболу среди мужчин 1994/1995;
- Чемпионат Украины по волейболу среди мужчин 1995/1996;
- Чемпионат Южной Америки по волейболу среди женщин 1995;
- Чемпионат Южной Америки по волейболу среди мужчин 1995;

### Чемпионат мира по лёгкой атлетике 1995
- Бег на 10 000 метров (женщины);
- Бег на 10 000 метров (мужчины);
- Бег на 1500 метров (женщины);
- Бег на 1500 метров (мужчины);
- Бег на 5000 метров (женщины);
- Бег на 5000 метров (мужчины);
- Бег на 800 метров (мужчины);
- Прыжки в высоту (мужчины);
- Прыжки в длину (мужчины);
- Толкание ядра (мужчины);
- Тройной прыжок (мужчины);

### Снукер
- Benson & Hedges Championship 1995;
- British Open 1995;
- International Open 1995;
- Irish Masters 1995;
- German Open 1995;
- Malta Grand Prix 1995;
- Scottish Masters 1995;
- Thailand Classic 1995;
- Thailand Open 1995;
- Гран-при 1995;
- Мастерс 1995;
- Открытый чемпионат Уэльса по снукеру 1995;
- Официальный рейтинг снукеристов на сезон 1994/1995;
- Официальный рейтинг снукеристов на сезон 1995/1996;
- Снукерный сезон 1994/1995;
- Снукерный сезон 1995/1996;
- Чемпионат Великобритании по снукеру 1995;
- Чемпионат мира по артистическому снукеру 1995;
- Чемпионат мира по снукеру 1995;
- Чемпионат мира по снукеру среди любителей 1995;

### Теннис
- Открытый чемпионат Санкт-Петербурга по теннису 1995;
- Кубок Кремля 1995;
  - Кубок Кремля 1995 в одиночном разряде;
  - Кубок Кремля 1995 в парном разряде;
- Кубок мира WTA среди пар 1995;

### Футбол
- Матчи сборной России по футболу 1995;
- Матчи сборной СНГ по футболу;
- Кубок Либертадорес 1995;
- Кубок обладателей кубков УЕФА 1995/1996;
- Кубок чемпионов КОНКАКАФ 1995;
- Кубок обладателей кубков УЕФА 1994/1995;
- Кубок обладателей кубков УЕФА 1995/1996;
- Финал Кубка обладателей кубков УЕФА 1995;
- Созданы клубы:
  - «Арарат» (Эрбиль);
  - «Атланта Силвербэкс»;
  - «Бакылы»;
  - «ВиОн»;
  - «Габала»;
  - «Гуйчжоу Жэньхэ»;
  - «Ереван»;
  - «Зеспакусацу Гумма»;
  - «Картахена»;
  - «Локомотив» (Бессарабка);
  - «Локомотив» (Имишли);
  - «Ломбард»;
  - «Лос-Анджелес Гэлакси»;
  - «Ляонин Хувин»;
  - «Металлург-2» (Лиепая);
  - «Молдова-Газ»;
  - «Нарт» (Нарткала);
  - «Нью-Инглэнд Революшн»;
  - «СКА-Лотто»;
  - «Спортинг Канзас-Сити»;
  - «Сувон Самсунг Блюуингз»;
  - «Тампа Бэй Мьютини»;
  - «Унион Эстепона»;
  - «Фарид»;
  - «Хоум Юнайтед»;
  - «Циндао Хайлифэн»;
  - «Чоннам Дрэгонз»;
- Созданы мини-футбольные клубы:
  - «Кайрат»;
  - «Каха Сеговия»;
- Расформированы клубы:
  - «Артания»;
  - «Квадратс»;
  - «Олимпия» (Рига);
  - «Пардаугава»;

#### Женский футбол
- Матчи женской сборной России по футболу 1995;
- Матчи молодёжной женской сборной России по футболу 1995;
- Чемпионат мира по футболу среди женщин 1995;

### Хоккей с шайбой
- ВЕХЛ в сезоне 1995/1996;
- Группа C2 чемпионата мира по хоккею с шайбой 1995;
- Драфт НХЛ 1995;
- Исландская хоккейная лига 1994/1995;
- Исландская хоккейная лига 1995/1996;
- МХЛ в сезоне 1994/1995;
- МХЛ в сезоне 1995/1996;
- НХЛ в сезоне 1994/1995;
- НХЛ в сезоне 1995/1996;
- Чемпионат мира по хоккею с шайбой 1995;
- Созданы клубы:
  - «Бат-Ям»;
  - «Калгари Хитмен»;
- Расформированы клубы:
  - «Динамо» (Рига);
  - «Квебек Нордикс»;

## Моторные виды спорта
- Формула-1 в сезоне 1995;

## Персоналии

### Родились
- 30 января — Виктория Комова — российская гимнастка;
- 13 февраля — Хасан и Хусейн Асхабовы — братья-близнецы, российские самбисты и бойцы смешанных единоборств;
- 24 февраля
  - Игор Алексовский — северо-македонский футболист, вратарь национальной сборной.
  - Лука Гьотто — итальянский автогонщик.
  - Небойша Косович — черногорский футболист, игрок национальной сборной.
  - Петер Лонгобарди (исп. Peter Longobardi) (род.1995) — британский тхэквондист, бронзовый призёр Чемпионата Европы по тхэквондо 2018[англ.] в Казани.
  - Джейкоб Мерфи — английский футболист, брат Джоша Мерфи.
  - Джош Мерфи — английский футболист, брат ДжейкобА Мерфи.
  - Альберт Феликсович Мисакян (англ. Albert Misakyan) — российский футболист из Ростовской области
  - Кевин Орендорц (нем. Kevin Orendorz) — немецкий хоккеист.
  - Елена Панцурою — румынская легкоатлетка, специализирующаяся в тройном прыжке.
- 17 марта — Анастасия Мартюшева — российская фигуристка.
- 2 апреля — Сергей Ревякин — российский футболист.

### Скончались
- 8 января — Гизела Мауэрмайер (81) — немецкая легкоатлетка, чемпионка летних Олимпийских игр 1936 года в Берлине по метанию диска.
- 10 января — Борис Гуревич (63) — советский борец классического стиля, олимпийский чемпион 1952 года.
- 24 января — Антон Идзковский (87) — известный футбольный вратарь и тренер.
- 26 января — Мария Лисициан (87) — советский тренер по художественной гимнастике.
- 26 февраля — Мария Лисициан (87) — советский тренер по художественной гимнастике.
- 11 марта — Рейн Аун (54) — советский легкоатлет, серебряный призёр Олимпийских игр в десятиборье.
- 4 апреля — Юрий Заболотный (55) — украинский футболист и тренер.
- 24 апреля — Хидэюки Асихара (50) — основатель Асихара-карате.
- 4 мая — Андрей Абрамов (59) — советский боксёр, заслуженный мастер спорта СССР.
- 5 мая — Михаил Ботвинник (83) — 6-й чемпион мира по шахматам.
- 22 мая — Гавриил Качалин (84) — советский футболист и футбольный тренер. Заслуженный мастер спорта СССР.
- 4 июня — Сергей Капустин (42) — советский хоккеист, Заслуженный мастер спорта СССР (1975); инфаркт миокарда.
- 23 июня — Анатолий Тарасов (76) — советский хоккеист, футболист и тренер по этим видам спорта.
- 25 июня — Валентин Лукьянов (48) — советский шахматный композитор; мастер спорта СССР и международный мастер.
- 16 июля — Элвис Альварес (30) — колумбийский боксёр-профессионал, чемпион мира по версии WBA.
- 17 июля — Хуан-Мануэль Фанхио (Juan Manuel Fangio) (84) — выдающийся аргентинский гонщик, пятикратный чемпион мира по автогонкам в классе «Формула 1».
- 30 июля — Айно-Вайке Падури (83) — эстонская и советская фигуристка.
- 30 августа — Лев Полугаевский (60) — советский шахматист, шестикратный победитель шахматных Олимпиад.
- 22 сентября — Бруно Юнк (65) — эстонский советский легкоатлет (спортивная ходьба), олимпийский призёр.
- 1 октября — Виктор Юрковский (40) — советский футболист, вратарь. Мастер спорта международного класса.
- 8 ноября — Олег Макаров (66) — советский футболист.
- 20 ноября — Сергей Гриньков (28) — советский и российский фигурист, двукратный олимпийский чемпион.
- 25 ноября — Николай Дроздецкий (38) — советский хоккеист, заслуженный мастер спорта СССР, олимпийский чемпион.
- 22 декабря — Освальд Кяпп (90) — эстонский борец вольного стиля.
- 27 декабря — Генрих Каспарян (85) — советский шахматист и шахматный композитор.